# Miles Partain
Miles Partain (Pacific Palisades, 18 december 2001) is een Amerikaans beachvolleyballer.

## Carrière
Partain debuteerde in 2017 in de AVP Tour toen hij met zijn broer Marcus via de kwalificaties het hoofdtoernooi van Hermosa Beach wist te bereiken. Datzelfde jaar namen de broers deel aan de wereldkampioenschappen onder de 21 in Nanjing. In 2019 behaalde Partain met Paul Lotman zijn eerste toptienklassering met een vijfde plaats bij het toernooi van Chicago. Het jaar daarop deed hij met Ty Loomis mee aan drie AVP-toernooien met een zevende plaats in Long Beach als beste resultaat en in 2021 kwam hij met Lotman tot een derde plaats in Chicago. Het daaropvolgende seizoen waren Partain en Lotman actief op acht toernooien in de Amerikaanse competitie. Ze wonnen het toernooi van Atlanta en eindigden als tweede in Phoenix. Ze behaalden verder vier derde (New Orleans, Denver, Hermosa Beach en Fort Lauderdale) en twee vijfde plaatsen (Manhattan Beach en Chicago).
Met Andrew Benesh maakte Partain in 2022 bovendien zijn debuut in de Beach Pro Tour. Ze namen in oktober deel aan drie Challenge-toernooien. Het duo won in Dubai en eindigde als vijfde op de Malediven. Het seizoen daarop kwamen ze bij vier mondiale toernooien tot een eerste (Gstaad), een derde (Ostrava), een vierde (Saquarema) en een vijfde plaats (Itapema). In de AVP Tour wonnen Partain en Benesh het toernooi van Huntington Beach.

## Palmares
Kampioenschappen
- 2023: 5e WK

Beach Pro Tour
- 2022:  Dubai Challenge
- 2023:  Elite16 Ostrava
- 2023:  Elite16 Gstaad
- 2023:  Elite16 Montreal
- 2024:  Elite16 Ostrava